# Хлынов (фамилия)
Хлынов — русская фамилия, которая вместе с фамилией Хлынин ведёт своё происхождение из отчеств, образованных от прозвища Хлын (Хлыня). Как правило, такое прозвище было производной от нарицательного слова «хлын», которое в русских диалектах имело много значений: мошенник, вор, кулак, бездельник и обманщик при ведении торговых сделок. От этого прозвища было образовано также старое название города Вятка — Хлынов. Именно из-за него жителей Вятки часто называют хлыновцами. Вообще говоря сведений о территориальном распространении этих слов сохранилось недостаточно и поэтому считается, что достоверную этимологию этой фамилии для каждого конкретного случая установить сложно.